# Pseudoformicaleo olsoufieffi
Pseudoformicaleo olsoufieffi is een insect uit de familie van de mierenleeuwen (Myrmeleontidae), die tot de orde netvleugeligen (Neuroptera) behoort. 
Pseudoformicaleo olsoufieffi is voor het eerst wetenschappelijk beschreven door Navás in 1935.